# 佩斯皮雷

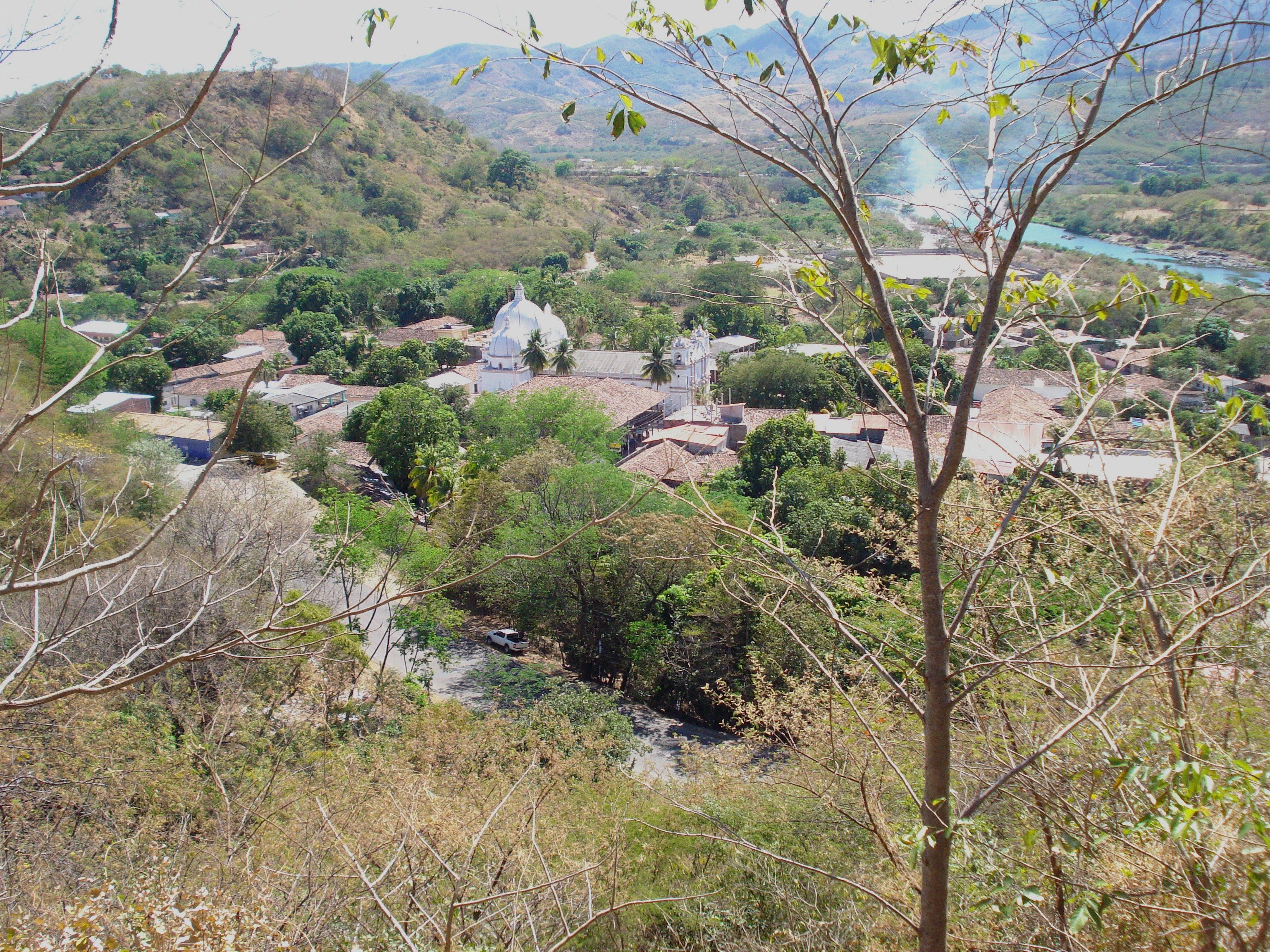
佩斯皮雷

佩斯皮雷（西班牙語：Pespire），是洪都拉斯的城鎮，位於該國南部，由喬盧特卡省負責管轄，面積337.70平方公里，海拔高度72米，2001年人口23,332，人口密度每平方公里69.09人。
13°36′N 87°22′W / 13.600°N 87.367°W